# Ozerain
Ozerain – rzeka we Francji, przepływająca przez teren departamentu Côte-d’Or, o długości 35,8 km. Stanowi dopływ rzeki Brenne.